# 软毛棘豆
软毛棘豆（学名：Oxytropis mollis）为豆科棘豆属下的一个种。其种加词“mollis ”意为“柔软的”。